# Uliánovsk
Uliánovsk (en ruso: Ульяновск, antiguamente Simbirsk (Симби́рск)) es una ciudad con una población de 635.947 de acuerdo al censo de 2002, la cual se encuentra situada a orillas de los ríos Volga y Sviyaga en Rusia, a 893 km al este de Moscú. Es el centro administrativo del óblast homónimo, y ciudad natal de Vladímir Lenin (1870-1924). Fue renombrada como Uliánovsk en conmemoración a Lenin, pues su apellido era Uliánov.

## Historia
El fuerte de Simbirsk fue construido en 1648 sobre una colina situada en la margen occidental del Volga, con el propósito de proteger el límite oriental del naciente Imperio ruso de las tribus nómadas nogayas. Veinte años después de su fundación, el fuerte tuvo que soportar un mes de asedio del ejército de Stenka Razin, que contaba con 20 000 personas. Conforme la frontera oriental de Rusia se fue extendiendo hacia Siberia, Simbirsk dejó de tener importancia estratégica y se convirtió en un pueblo provincial.
En 1796, recibió la categoría de ciudad. En el siglo XIX se convirtió en uno más de los múltiples centros de comercio del Volga (cuyas materias principales eran los productos obtenidos de la pesca, la ganadería, la labranza y la tala realizadas a orillas del río).
El 10 de abril de 1870, nació en esta población Vladímir Ilich Uliánov (Lenin), cuyo padre trabajó como inspector de educación en las escuelas públicas del municipio desde 1869; y en ella pasó su niñez y su adolescencia.
El 9 de mayo de 1924, la ciudad conocida como Simbirsk pasó a denominarse Uliánovsk en honor a Lenin. Durante el centenario del nacimiento del político, el centro urbano fue reconstruido con la creación de una zona específica en su memoria. La renovación incluyó elementos de la antigua Simbirsk (tales como las casas vinculadas a la existencia de los Uliánov y al líder de la Revolución de Octubre), así como nuevos edificios.
El núcleo de la parte antigua lo ocupa el centro edificado en memoria de Lenin, que consiste básicamente en la plaza de Lenin (antigua plaza Sobórnaya) con monumentos arquitectónicos tales como puedan serlo los edificios de claro estilo clásico que conectan con la magnífica plaza memorial.
Uliánovsk es hoy una ciudad de amplia tradición cultural. Hay constancia de representaciones teatrales desde 1790, a pesar de que el edificio no fue construido hasta 1840. Hoy en día Uliánovsk posee su propia Compañía de Teatro, Sociedad Filarmónica y auditorio, Compañía de Guiñol, Museo de Arte y un Museo Municipal de Historia Local.

## Clima
| Parámetros climáticos promedio de Uliánovsk (normales 1991–2020, extremos 1948–presente) | Parámetros climáticos promedio de Uliánovsk (normales 1991–2020, extremos 1948–presente) | Parámetros climáticos promedio de Uliánovsk (normales 1991–2020, extremos 1948–presente) | Parámetros climáticos promedio de Uliánovsk (normales 1991–2020, extremos 1948–presente) | Parámetros climáticos promedio de Uliánovsk (normales 1991–2020, extremos 1948–presente) | Parámetros climáticos promedio de Uliánovsk (normales 1991–2020, extremos 1948–presente) | Parámetros climáticos promedio de Uliánovsk (normales 1991–2020, extremos 1948–presente) | Parámetros climáticos promedio de Uliánovsk (normales 1991–2020, extremos 1948–presente) | Parámetros climáticos promedio de Uliánovsk (normales 1991–2020, extremos 1948–presente) | Parámetros climáticos promedio de Uliánovsk (normales 1991–2020, extremos 1948–presente) | Parámetros climáticos promedio de Uliánovsk (normales 1991–2020, extremos 1948–presente) | Parámetros climáticos promedio de Uliánovsk (normales 1991–2020, extremos 1948–presente) | Parámetros climáticos promedio de Uliánovsk (normales 1991–2020, extremos 1948–presente) | Parámetros climáticos promedio de Uliánovsk (normales 1991–2020, extremos 1948–presente) |
| Mes                                                                                      | Ene.                                                                                     | Feb.                                                                                     | Mar.                                                                                     | Abr.                                                                                     | May.                                                                                     | Jun.                                                                                     | Jul.                                                                                     | Ago.                                                                                     | Sep.                                                                                     | Oct.                                                                                     | Nov.                                                                                     | Dic.                                                                                     | Anual                                                                                    |
| ---------------------------------------------------------------------------------------- | ---------------------------------------------------------------------------------------- | ---------------------------------------------------------------------------------------- | ---------------------------------------------------------------------------------------- | ---------------------------------------------------------------------------------------- | ---------------------------------------------------------------------------------------- | ---------------------------------------------------------------------------------------- | ---------------------------------------------------------------------------------------- | ---------------------------------------------------------------------------------------- | ---------------------------------------------------------------------------------------- | ---------------------------------------------------------------------------------------- | ---------------------------------------------------------------------------------------- | ---------------------------------------------------------------------------------------- | ---------------------------------------------------------------------------------------- |
| Temp. máx. abs. (°C)                                                                     | 5.6                                                                                      | 5.6                                                                                      | 17.4                                                                                     | 30.0                                                                                     | 36.2                                                                                     | 37.5                                                                                     | 38.9                                                                                     | 39.3                                                                                     | 33.9                                                                                     | 26.0                                                                                     | 15.8                                                                                     | 7.8                                                                                      | 39.3                                                                                     |
| Temp. máx. media (°C)                                                                    | -6.5                                                                                     | -5.9                                                                                     | 0.8                                                                                      | 12.1                                                                                     | 21.0                                                                                     | 24.8                                                                                     | 26.9                                                                                     | 25.1                                                                                     | 18.3                                                                                     | 9.9                                                                                      | 0.6                                                                                      | -5.2                                                                                     | 10.2                                                                                     |
| Temp. media (°C)                                                                         | -9.8                                                                                     | -10.2                                                                                    | -3.8                                                                                     | 6.1                                                                                      | 14.4                                                                                     | 18.5                                                                                     | 20.6                                                                                     | 18.5                                                                                     | 12.5                                                                                     | 5.6                                                                                      | -2.1                                                                                     | -8.0                                                                                     | 5.2                                                                                      |
| Temp. mín. media (°C)                                                                    | -13.1                                                                                    | -14.0                                                                                    | -7.9                                                                                     | 0.9                                                                                      | 7.8                                                                                      | 12.2                                                                                     | 14.4                                                                                     | 12.4                                                                                     | 7.6                                                                                      | 1.9                                                                                      | -4.6                                                                                     | -10.8                                                                                    | 0.6                                                                                      |
| Temp. mín. abs. (°C)                                                                     | -38.0                                                                                    | -40.0                                                                                    | -32.8                                                                                    | -20.0                                                                                    | -6.5                                                                                     | -2.2                                                                                     | 3.8                                                                                      | -1.0                                                                                     | -4.9                                                                                     | -18.9                                                                                    | -29.2                                                                                    | -38.0                                                                                    | -40.0                                                                                    |
| Precipitación total (mm)                                                                 | 35                                                                                       | 25                                                                                       | 27                                                                                       | 30                                                                                       | 44                                                                                       | 57                                                                                       | 50                                                                                       | 50                                                                                       | 45                                                                                       | 39                                                                                       | 32                                                                                       | 31                                                                                       | 465                                                                                      |
| Días de lluvias (≥ 1 mm)                                                                 | 4                                                                                        | 3                                                                                        | 5                                                                                        | 11                                                                                       | 15                                                                                       | 16                                                                                       | 15                                                                                       | 15                                                                                       | 15                                                                                       | 16                                                                                       | 10                                                                                       | 5                                                                                        | 130                                                                                      |
| Días de nevadas (≥ 1 mm)                                                                 | 23                                                                                       | 20                                                                                       | 14                                                                                       | 4                                                                                        | 1                                                                                        | 0                                                                                        | 0                                                                                        | 0                                                                                        | 0.3                                                                                      | 5                                                                                        | 16                                                                                       | 21                                                                                       | 104                                                                                      |
| Horas de sol                                                                             | 43.4                                                                                     | 92.4                                                                                     | 142.6                                                                                    | 216.0                                                                                    | 275.9                                                                                    | 300.0                                                                                    | 319.3                                                                                    | 275.9                                                                                    | 174.0                                                                                    | 102.3                                                                                    | 48.0                                                                                     | 37.2                                                                                     | 2027.0                                                                                   |
| Humedad relativa (%)                                                                     | 83                                                                                       | 81                                                                                       | 79                                                                                       | 67                                                                                       | 59                                                                                       | 67                                                                                       | 68                                                                                       | 70                                                                                       | 73                                                                                       | 79                                                                                       | 84                                                                                       | 84                                                                                       | 75                                                                                       |
| Fuente n.º 1: Pogoda.ru.net                                                              |                                                                                          |                                                                                          |                                                                                          |                                                                                          |                                                                                          |                                                                                          |                                                                                          |                                                                                          |                                                                                          |                                                                                          |                                                                                          |                                                                                          |                                                                                          |
| Fuente n.º 2: Climatebase (horas de sol)                                                 |                                                                                          |                                                                                          |                                                                                          |                                                                                          |                                                                                          |                                                                                          |                                                                                          |                                                                                          |                                                                                          |                                                                                          |                                                                                          |                                                                                          |                                                                                          |

## Deportes
La ciudad es sede del club de fútbol FC Volga Uliánovsk, que hace de local en el Estadio Trud.

## Ciudades hermanadas
- Krefeld
- Macon
- Oklahoma City
- Shenzhen